# 1458
Năm 1458 là một năm trong lịch Julius.

## Sinh
- Nguyễn Sư Mạnh nhà ngoại giao nhà Lê (m. 1540)
- Lê Ích Mộc Trạng nguyên Việt Nam (m. 1538)